# Campionati del mondo di atletica leggera indoor 1995 - 1500 metri piani maschili
I 1500 metri piani si sono tenuti il 10 e l'11 marzo 1995 presso lo stadio Palau Sant Jordi di Barcellona.

## Risultati

### Batterie
Qualificazione: i primi quattro di ogni batteria (Q) e i 4 seguenti migliori tempi (q) vanno in finale.

#### Batteria 1
Venerdì 10 marzo 1995
| Posizione | Corsia | Nome                | Nazionalità | Tempo   | Note |
| --------- | ------ | ------------------- | ----------- | ------- | ---- |
| 1         | -      | Hicham El Guerrouj  | Marocco     | 3'42"72 | Q    |
| 2         | -      | Niall Bruton        | Irlanda     | 3'43"00 | Q    |
| 3         | -      | Dominique Löser     | Germania    | 3'43"05 | Q    |
| 4         | -      | Mateo Cañellas      | Spagna      | 3'43"13 | Q    |
| 5         | -      | Vyacheslav Shabunin | Russia      | 3'43"17 | q    |
| 6         | -      | Anthony Whiteman    | Regno Unito | 3'44"24 | q    |
| 7         | -      | Simon Vroemen       | Paesi Bassi | 3'45"20 | q    |
| 8         | -      | José Valente        | Brasile     | 3'46"18 | q    |
| 9         | -      | Jason Pyrah         | Stati Uniti | 3'48"28 |      |
| 10        | -      | Massimo Pegoretti   | Italia      | 3'51"17 |      |
| 11        | -      | João N'Tyamba       | Angola      | dns     |      |

#### Batteria 2
| Posizione | Corsia | Nome                | Nazionalità | Tempo   | Note  |
| --------- | ------ | ------------------- | ----------- | ------- | ----- |
| 1         | -      | Rüdiger Stenzel     | Germania    | 3'42"38 | Q     |
| 2         | -      | Fermín Cacho        | Spagna      | 3'45"05 | Q     |
| 3         | -      | Marcus O'Sullivan   | Irlanda     | 3'45"27 | Q     |
| 4         | -      | Erik Nedeau         | Stati Uniti | 3'46"05 | Q     |
| 5         | -      | Rachid El Basir     | Marocco     | 3'47"03 |       |
| 6         | -      | Brian Treacy        | Regno Unito | 3'47"18 |       |
| 7         | -      | Patrik Johansson    | Svezia      | 3'49"81 |       |
| 8         | -      | Alí Hakimi          | Tunisia     | 3'50"96 |       |
| 9         | -      | Francis Munthali    | Malawi      | 3'58"23 |       |
| -         | -      | Mahdi Abdulla Eldin | Sudan       | dq      | 141.3 |
| -         | -      | Andrea Giocondi     | Italia      | dnf     |       |

### Finale
| Record mondiale       | Noureddine Morceli | 3'34"16 | Siviglia  | 28 febbraio 1991 |
| Record dei Campionati | Marcus O'Sullivan  | 3'36"64 | Budapest  | 5 marzo 1989     |
| Capolista stagionale  | Hicham El Guerrouj | 3'35"70 | Stoccarda | 5 febbraio 1995  |

Sabato 11 marzo 1995, ore 19:45.
| Pos.    | Corsia | Atleta              | Età | Nazione     | Tempo   | Note |
| ------- | ------ | ------------------- | --- | ----------- | ------- | ---- |
| Oro     | -      | Hicham El Guerrouj  | 20  | Marocco     | 3'44"54 |      |
| Argento | -      | Mateo Cañellas      | 22  | Spagna      | 3'44"85 |      |
| Bronzo  | -      | Erik Nedeau         | 23  | Stati Uniti | 3'44"91 |      |
| 4       | -      | Niall Bruton        | 23  | Irlanda     | 3'45"05 |      |
| 5       | -      | Vyacheslav Shabunin | 25  | Russia      | 3'45"40 |      |
| 6       | -      | Fermín Cacho        | 26  | Spagna      | 3'45"46 |      |
| 7       | -      | Rüdiger Stenzel     | 22  | Germania    | 3'45"64 |      |
| 8       | -      | Dominique Löser     | 22  | Germania    | 3'46"09 |      |
| 9       | -      | José Valente        | 25  | Brasile     | 3'46"71 |      |
| 10      | -      | Marcus O'Sullivan   | 33  | Irlanda     | 3'47"02 |      |
| 11      | -      | Anthony Whiteman    | 23  | Regno Unito | 3'47"50 |      |
| 12      | -      | Simon Vroemen       | 25  | Paesi Bassi | 3'48"39 |      |